# Пьонна
Пьонна́ (фр. Pionnat) — коммуна во Франции, находится в регионе Лимузен. Департамент коммуны — Крёз. Входит в состав кантона Аэн. Округ коммуны — Гере.
Код INSEE коммуны — 23154.

## Население
Население коммуны на 2010 год составляло 763 человека.
| 1962 | 1968 | 1975 | 1982 | 1990 | 1999 | 2010 |
| ---- | ---- | ---- | ---- | ---- | ---- | ---- |
| 961  | 847  | 741  | 726  | 682  | 744  | 763  |

## Экономика
В 2010 году среди 446 человек трудоспособного возраста (15—64 лет) 301 были экономически активными, 145 — неактивными (показатель активности — 67,5 %, в 1999 году было 63,9 %). Из 301 активных жителей работали 270 человек (156 мужчин и 114 женщин), безработных было 31 (13 мужчин и 18 женщин). Среди 145 неактивных 32 человека были учениками или студентами, 53 — пенсионерами, 60 были неактивными по другим причинам.